# A Railway Collision
A Railway Collision či A Railroad Wreck je britský němý film z roku 1900. Režisérem je Walter R. Booth (1869–1938) a producentem Robertem W. Paulem, jehož filmy se z většiny nedochovaly. Film trvá necelou minutu.
Film ovlivnil množství napodobitelů, kteří začali využívat modely vlaků v mnoha dalších britských filmech.

## Děj
Film zachycuje úsek jednokolejné železnice, po které pomalý osobní vlak projíždí hráz položenou v horském terénu. Vlak mine návěstidlo a srazí se s rychlíkem, který vyjede z horského tunelu. Zatímco rychlík se převrátí jen částečně, pomalejší vlak se do jezera, na němž pluje jedna jachta, zřítí celý.